# Mensingeweer

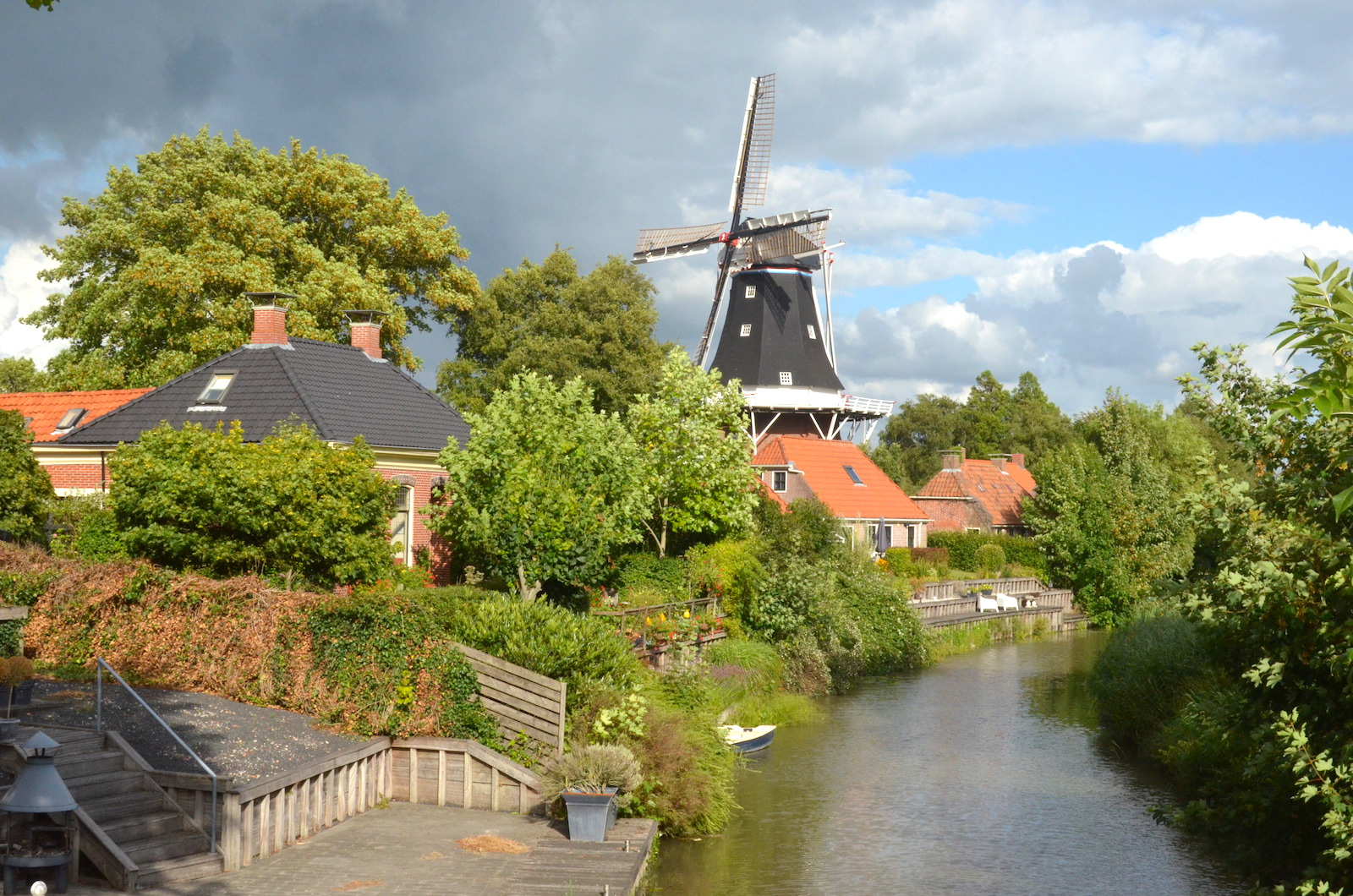
Molen Hollands Welvaart te Mensingeweer.

Mensingeweer (Gronings: Menskeweer) is een dorp in de gemeente Het Hogeland in de Nederlandse provincie Groningen. Het dorp telde in 2023 volgens het CBS 125 inwoners.
Het is gelegen aan de provinciale weg (de N361) van Winsum naar Leens op het kruispunt van de weg naar Eenrum. Ten westen van het dorp stroomt het Kanaal Baflo-Mensingeweer.
Bij Mensingeweer lag vroeger de borg Lulema, die voor het eerst werd genoemd in 1654. In 1823 werd de borg op afbraak verkocht en in 1841 werden de fundamenten verwijderd. Een andere borg was Mathenesse, dat rond 1820 verdween en waar zich sinds 1872 een boerderij bevindt.
Het dorp bezit drie bruggen, de Westerbrug in de Eenrumerweg, een hoogholtje en de Leitil aan de oostzijde van het dorp in de provinciale weg. Op de plek waar nu de Westerbrug ligt, was voor 1853 een vaste dam. Dit was tevens het einde van de trekschuit vanaf Groningen. Wie verder wilde kon hier overstappen op de schuit naar Ulrum. Het is nog steeds duidelijk te zien dat het kanaal ter plekke van de brug een klein slingertje maakt – de beide kanalen (nu het Mensingeweersterloopdiep) lagen niet geheel in elkaars verlengde.
De naam betekent waarschijnlijk: de weer (wierde) van Menze (= persoonsnaam). Wie dat te gewoon vindt, leest de sage van Abel Stok.
Het Pieterpad loopt door het dorp. De hervormde kerk heeft een Arp Schnitgerorgel en in het dorp staat een koren- en pelmolen, de Hollands Welvaart uit 1855.

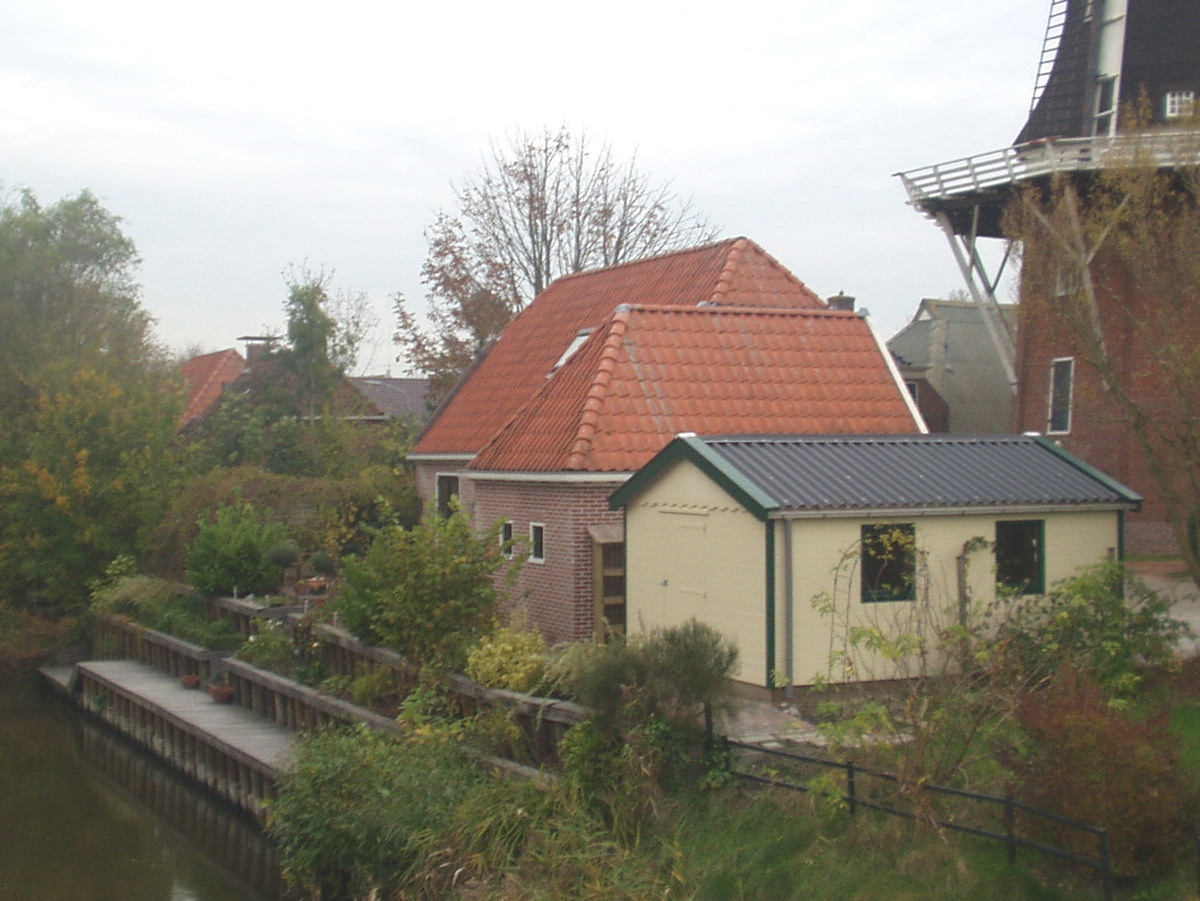
Mensingeweer, gezien vanaf het hoogholtje
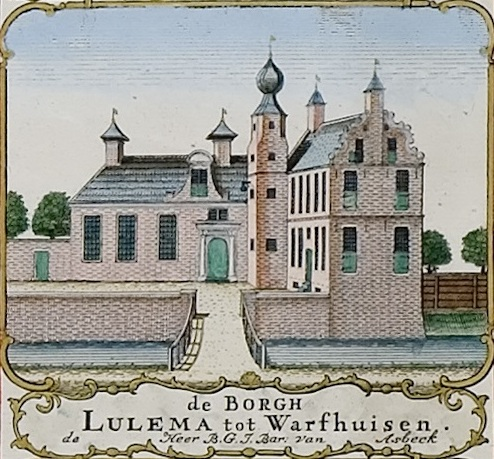
De borg Lulema op de kaart van Theodorus Beckeringh (1781)
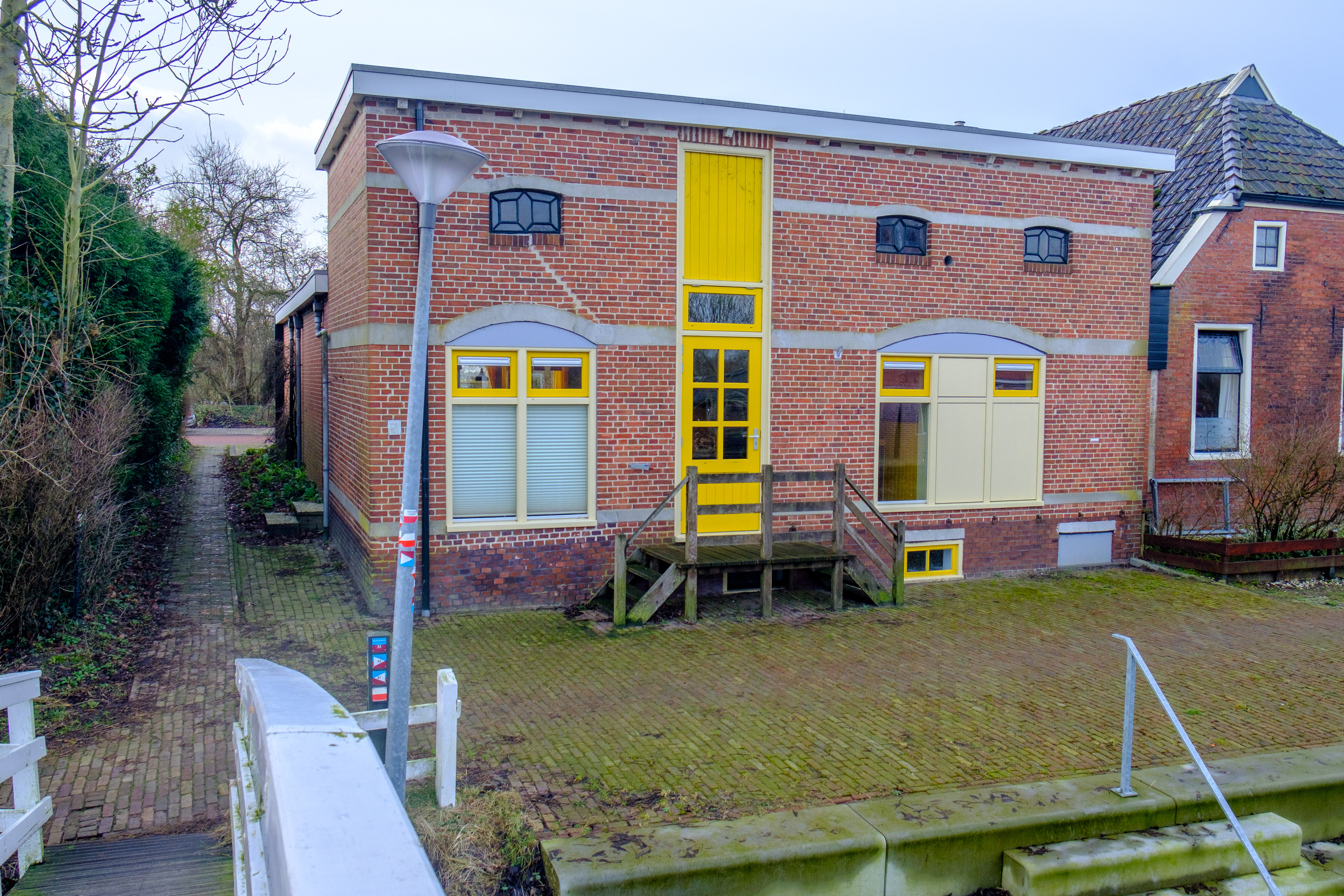
Achterzijde van het dorpshuis gezien vanaf het hoogholtje. Tot 1975 zat hier café De Molen.

## Geboren
- Aat Vis (1920-2010), VVD-politicus